# NFKRZ
羅曼·阿尔贝托維奇·阿巴林（羅馬化：Roman Albertovich Abalin；1998年1月24日—），以其網名NFKRZ（No-Fuckers 的縮寫）更爲人所知，俄國Youtuber和歌手，他以流利英語介紹他住的城市車里雅賓斯克，俄羅斯歷史和政治，蘇聯歷史和建築物聞名。被認爲是在俄羅斯相對敢言的人，人們時常以俄羅斯反對派領袖阿列克谢·納瓦利内與他比較。

## 移居海外
阿巴林以化名romaskosmodroma在SoundCloud發佈自己創作的低保真嘻哈音樂。在2021年秋季他從車里雅賓斯克搬到聖彼得堡，並在聖彼得堡及周邊地區錄製他的視頻博客。在2022年2月，俄羅斯全面入侵烏克蘭，由於擔心Youtube在俄羅斯被封殺或惹上麻煩，他離開了俄羅斯，在3月搬到了格魯吉亞第比利斯，又在2024年經過幾經波折後獲得歐盟簽證，定居葡萄牙里斯本。